# العلاقات الإسواتينية الإيرانية
العلاقات الإسواتينية الإيرانية هي العلاقات الثنائية التي تجمع بين إسواتيني وإيران.

## مقارنة بين البلدين
هذه مقارنة عامة ومرجعية للدولتين:
| وجه المقارنة                                              | إسواتيني                                   | إيران                    |
| --------------------------------------------------------- | ------------------------------------------ | ------------------------ |
| المساحة (كم2)                                             | 17.36 ألف                                  | 1.65 مليون               |
| عدد السكان (نسمة)                                         | 1.37 مليون                                 | 79.97 مليون              |
| الكثافة السكانية (ن./كم²)                                 | 78.92                                      | 48.47                    |
| العاصمة                                                   | لوبامبا، مبابان                            | طهران                    |
| اللغة الرسمية                                             | لغة إنجليزية، لغة سوازي                    | لغة فارسية               |
| العملة                                                    | ليلانغيني سوازيلندي                        | ريال إيراني              |
| الناتج المحلي الإجمالي (بليون دولار)                      | 4.41 مليار                                 | 439.51 مليار             |
| الناتج المحلي الإجمالي (تعادل القوة الشرائية) بليون دولار | 11.13 مليار                                | 1.36 تريليون             |
| الناتج المحلي الإجمالي الاسمي للفرد دولار أمريكي          | 3.20 ألف                                   |                          |
| الناتج المحلي الإجمالي للفرد دولار أمريكي                 | 8.29 ألف                                   |                          |
| مؤشر التنمية البشرية                                      | 0.531                                      | 0.766                    |
| رمز المكالمات الدولي                                      | +268                                       | +98                      |
| رمز الإنترنت                                              | .sz                                        | .ir،                     |
| المنطقة الزمنية                                           | التوقيت القياسي لجنوب أفريقيا، ت ع م+02:00 | ت ع م+03:30، توقيت إيران |

## منظمات دولية مشتركة
يشترك البلدان في عضوية مجموعة من المنظمات الدولية، منها:
| علم المنظمة | اسم المنظمة                        | تاريخ انضمام إسواتيني | تاريخ انضمام إيران |
| ----------- | ---------------------------------- | --------------------- | ------------------ |
|             | مؤسسة التنمية الدولية              | 22 سبتمبر 1969        | 10 أكتوبر 1960     |
|             | يونسكو                             | 25 يناير 1978         | 6 سبتمبر 1948      |
|             | وكالة ضمان الاستثمار متعدد الأطراف | 18 أبريل 1990         | 15 ديسمبر 2003     |
|             | الأمم المتحدة                      | 24 سبتمبر 1968        | 24 أكتوبر 1945     |
|             | الاتحاد البريدي العالمي            | ?                     | ?                  |
|             | البنك الدولي للإنشاء والتعمير      | 22 سبتمبر 1969        | 29 ديسمبر 1945     |
|             | منظمة حظر الأسلحة الكيميائية       | ?                     | ?                  |
|             | مؤسسة التمويل الدولية              | 22 سبتمبر 1969        | 28 ديسمبر 1956     |
|             | منظمة الشرطة الجنائية الدولية      | ?                     | ?                  |

## وصلات خارجية
- موقع وزارة الخارجية الإيرانية